# カレル・ドールマン (空母)
カレル・ドールマン (Hr. Ms. Karel Doorman, R 81) は、オランダ海軍の航空母艦。艦名は同国の海軍提督カレル・ドールマンに因む。この名のオランダ海軍艦としては2代目であり、先代のカレル・ドールマンはイギリスから貸与されていた護衛空母ナイラナだった。

## 艦歴
この艦は、元は第二次世界大戦中の1942年12月3日に起工され1945年1月17日に就役したイギリス海軍のコロッサス級航空母艦ヴェネラブルである。ヴェネラブルは就役後ただちに極東に送り込まれ、イギリス太平洋艦隊に組み込まれた。任務に就いてからほんの数ヶ月で戦争は終わり、終戦直後は戦争捕虜をカナダやオーストラリアなどの本国への送還に従事していた。
その後、ヴェネラブルはオランダに売却された。貸与されていた前任の護衛空母を1948年3月にイギリスに返却したオランダは、同年の5月28日、元ヴェネラブルを前任と同じカレル・ドールマンの名でオランダ海軍に就役させた。この艦はオランダ海軍がそれまでに運用した中で最大の艦だった。
艦自体は第二次世界大戦時のレシプロ機用の設計だったため、1955年7月から1958年6月にかけて、ジェット機の運用のための近代化改造が行われた。飛行甲板は左前方に8度の角度を付けたアングルド・デッキに改装され、油圧カタパルトは蒸気カタパルトに換装された。通常のコロッサス級の基準排水量は13,600トンほどだったのが、基準排水量は16,000トン、満載排水量は約20,000トンに増加している。当初は搭載機数は約30機の予定だったが、より大型の機体を運用するできるように改造された結果、搭載機は20機ほどにとどまっている。同時期にブラジルもイギリスからコロッサス級空母「ヴェンジャンス」を購入して「ミナス・ジェライス」として就役させたが、少し遅れたほぼ同じ時期に同様の近代化改装を、同じくオランダにて行っている。
1959年初頭、この艦はアメリカ（ニューポートとフォートローダーデール）を訪問し、その後アンティル諸島にも立ち寄った。また、スコットランドでの訓練にも何度か参加している。
1960年、この艦は当時インドネシアが領有を主張して問題が深刻化していたオランダ領ニューギニアまで長い航海を行い、インドネシアを牽制した。
1968年4月28日、第一機械室で火災が起こり、船尾機械室にも火の手が回った。この火災により機関に大きな損傷を被ったが、元々1970年の初めには引退の予定であったので、修理する必要性は低いと考えられ、同年、そのまま退役することになった。退役後アルゼンチンがこの艦を買い取り、機関を修理してベインティシンコ・デ・マヨと名付け、自国艦隊に編入している。

## 艦載機
当初はレシプロ機であるホーカー シーフューリー、フェアリー ファイアフライを搭載していたが、改修後はグラマン アベンジャーとジェット機であるホーカー シーホークを搭載するようになった。1960年以降はアベンジャーはグラマン トラッカーに変更された。また、ヘリコプターも搭載している。